# Tripti Dimri
Tripti Dimri (Uttarakhand, 23 de febrero de 1994) es una actriz y modelo india que principalmente ha trabajado en Bollywood. Hizo su debut actoral en la película de comedia Poster Boys (2017) y tuvo su primer papel protagonista en el drama romántico Laila Majnu (2018). Obtuvo reconocimiento de la crítica por sus actuaciones en las películas de época Anvita Dutt, Bulbbul (2020), y Qala (2022), la primera le valió un premio Filmfare OTT. En 2021 apareció en la lista 30 menores de 30 de la revista Forbes Asia. Además tuvo un papel secundario en la taquillera película de acción Animal (2023).

## Biografía
Hizo su debut como actriz con el debut como director de Shreyas Talpade, en la comedia Poster Boys de 2017, protagonizada por Sunny Deol, Bobby Deol y Talpade en los papeles principales. Se trata de una nueva versión oficial de la película marathi, Poshter Boyz, donde interpreta el interés amoroso del personaje interpretado por Talpade. A continuación apareció en un papel principal en el drama romántico de 2018 Laila Majnu, junto a Avinash Tiwary. En su reseña para Firstpost, Anna M. M. Vetticad señaló que «le dio a Laila una ventaja que hacía creíbles los constantes coqueteos del personaje con el peligro».
Logró un gran avance en su carrera al conseguir un papel protagonista en el drama sobrenatural Bulbbul de Anvita Dutt de 2020, donde trabajó con Avinash Tiwary una vez más. Producida por la actriz y productora Anushka Sharma, la película tuvo críticas generalmente positivas de la prensa especializada, así Namrata Joshi del periódico The Hindu escribió: «Desde los vulnerables y los inocentes hasta la transformación en la misteriosa provocación, Dimri es una maravilla que dice mucho con sus ojos. Y el público poco puede hacer más que permanecer embelesado». Su actuación le valió un premio Filmfare OTT a la mejor actriz.
Luego, se reunió con Dutt para su próxima producción casera, Qala. La película recibió críticas positivas de la prensa especializada. Posteriormente apareció en un papel breve pero fundamental en la película de acción Animal (2023), que fue un gran éxito comercial, donde actuó junto a Ranbir Kapoor. Sin embargo la película recibió críticas mixtas, Monika Rawal Kukreja de Hindustan Times apreció la aparición de Dimri en la película y la describió como «un placer a tener en cuenta».
En 2024, se estrenó la película, Mere Mehboob Mere Sanam, de Anand Tiwari y protagonizada por Dimri y Vicky Kaushal.

## En los medios de comunicación
Dimri ha aparecido en la revista Forbes Asia en su 30 Under 30 lista de 2021. Además, ocupó el octavo lugar en la lista del portal de internet Rediff.com de las mejores actrices de Bollywood de 2020 y ocupó el puesto 20 en la lista de las 50 mujeres más deseables de 2020 elaborada por el periódico The Times of India.

## Filmografía

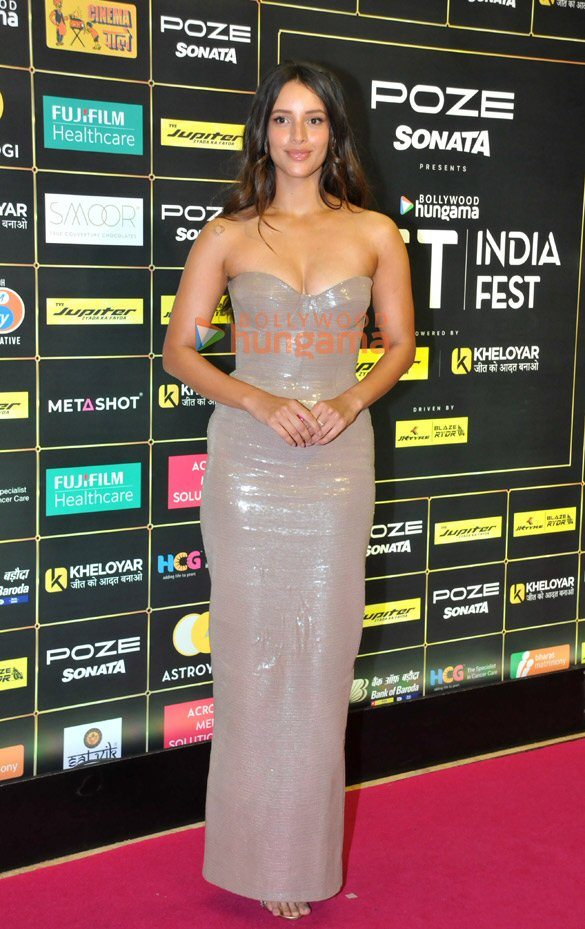
Tripti Dimri en la alfombra rosa de la ceremonia de entrega de premios del Bollywood Hungama Style Icons de 2023

### Cine
|  | Película(s) que aún no se han estrenado |

| Año  | Título                        | Papel           | Notas      | Ref.   |
| ---- | ----------------------------- | --------------- | ---------- | ------ |
| 2017 | Mom                           | Swati           |            |        |
| 2017 | Poster Boys                   | Riya            |            | [ 20 ] |
| 2018 | Laila Majnu                   | Laila           |            | [ 21 ] |
| 2020 | Bulbbul                       | Bulbbul         |            | [ 22 ] |
| 2022 | Qala                          | Qala Manjushree |            | [ 23 ] |
| 2023 | Animal                        | Zoya            |            | [ 24 ] |
| 2024 | Bad Newz                      | Saloni Bagga    |            | [ 25 ] |
| 2024 | Vicky Vidya Ka Woh Wala Video | Vidya           |            | [ 26 ] |
| 2024 | Bhool Bhulaiyaa 3             | Meera           |            | [ 27 ] |
| 2025 | Dhadak 2                      | Vidhi           | Filmándose | [ 28 ] |

## Premios y nominaciones
| Año  | Premio                        | Categoría                                 | Trabajo nominado | Resultado | Ref.   |
| ---- | ----------------------------- | ----------------------------------------- | ---------------- | --------- | ------ |
| 2020 | Filmfare OTT Awards           | Mejor actriz en una película original web | Bulbbul          | Ganadora  | [ 29 ] |
| 2023 | Bollywood Hungama Style Icons | Talento innovador más elegante (femenino) | —                | Nominada  | [ 30 ] |
| 2023 | Bollywood Hungama Style Icons | Most Stylish Haute Stepper                | —                | Nominada  | [ 30 ] |
| 2023 | Filmfare OTT Awards           | Mejor actriz en una película original web | Qala             | Nominada  | [ 31 ] |